# لحم البقر بالبورغيغون
لحم البقر بورغينيون (بالفرنسية: Bœuf bourguignon)‏ هو حساء من لحم البقر من تقليد المطبخ الفرنسي، مطبوخة بالنبيذ بورغندي ويرافقه فطر عيش الغراب مقلم، وبصل وباكون مقدد، وتقليم اختلافات متعددة مثل الجزر أو البطاطا ...
يعود تسميتها إلى منطقة بورغندي (بالفرنسية: Bourgogne)‏